# پی‌اس شامروک (۱۸۷۶)
پی‌اس شامروک (۱۸۷۶) (به انگلیسی: PS Shamrock (1876)) یک کشتی است که طول آن ۲۹۱٫۸ فوت (۸۸٫۹ متر) می‌باشد. این کشتی در سال ۱۸۷۶ ساخته شد.